# Fuente de las Cuatro Estaciones
La fuente de las Cuatro Estaciones (en francés: Fontaine des Quatre-Saisons) es una fuente pública monumental del siglo XVIII, en el 57-59 de la rue de Grenelle, en el VII distrito de París, capital de Francia. Fue realizada por Edme Bouchardon, escultor real del rey Luis XV (que gobernó entre 1715 y 1774), siendo inaugurada en 1745. La fuente es enorme y con una rica decoración, pero tenía solo dos chorros de agua, y su gran escala en una calle estrecha, junto con la falta de agua, irritaron a Voltaire y otras figuras de la Ilustración francesa. La fuente es el mejor ejemplo de la supervivencia en París de la arquitectura pública del reinado de Luis XV.

## Historia
La fuente de las Cuatro Estaciones fue la más grande y más ornamentada de los treinta fuentes construidas en París en el siglo XVIII para proporcionar agua potable a los residentes de la ciudad. Entre 1715 y 1724, el Consejo de Estado del rey Luis XV comenzó a discutir la idea de una nueva fuente en el área del Faubourg Saint-Germain, que fue creciendo rápidamente.
El proyecto fue aprobado por el Prevot des Marchands, el líder de los hombres de negocios de la ciudad, Michel-Étienne Turgot, que compartía el deseo de las autoridades por las fuentes y los proyectos de agua en París. Se le dio al escultor real, Edme Bouchardon, en 1739, para su realización. Bouchardon trabajó siete años en el proyecto. Expuso los modelos de yeso para el grupo central de esculturas en el Salón del Louvre en 1740, y los bajorrelieves en 1741. La fuente no estuvo completamente terminada hasta 1745.